# Janusz Walo
Janusz Walo (ur. 5 października 1966 w Kamieniu) – polski naukowiec, dr hab. inż. nauk technicznych o specjalności geodezja satelitarna i geodezja wyższa. Jest specjalistą w dziedzinie geodezji i grawimetrii i profesorem uczelni na Politechnice Warszawskiej. Prorektor PW ds. studenckich w kadencji 2016–2020, dziekan Wydziału Geodezji i Kartografii PW w kadencji 2020–2024.

## Życiorys
W 1986 ukończył Technikum Geodezyjne w Żelechowie i rozpoczął studia na Wydziale Geodezji i Kartografii Politechniki Warszawskiej. W 1991 otrzymał dyplom magistra. Swoje życie zawodowe związał z Politechniką Warszawską. W roku 2000 otrzymał stopień doktora, a w 2014 uzyskał habilitację. W 2014 został mianowany profesorem nadzwyczajnym w Katedrze Geodezji i Astronomii Geodezyjnej PW.
W latach 2008–2012 pełnił funkcję prodziekana ds. studenckich Wydziału Geodezji i Kartografii PW, w latach 2012–2016 prodziekana ds. nauczania tegoż samego wydziału, zaś w kadencji 2016–2020 prorektora ds. studenckich PW, a od 2020 dziekana WGiK PW. W 2017 roku został wybrany Prezesem Zarządu Głównego Stowarzyszenia Geodetów Polskich na kadencję 2017–2021.
Obszarami zainteresowań naukowych Janusza Walo są m.in. grawimetria, geodezja satelitarna i geodezja wyższa. Był organizatorem i opiekunem naukowym studenckich wypraw naukowych badających lodowce Spitsbergenu oraz współorganizatorem i jurorem konkursów popularyzujących wiedzę geodezyjną i kartograficzną (w tym ogólnopolskiej olimpiady dla uczniów techników).

## Odznaczenia i wyróżnienia
- Brązowy Krzyż Zasługi[9]
- Medal Stulecia Odzyskanej Niepodległości (2019)[11]
- Odznaka honorowa „Za Zasługi dla Geodezji i Kartografii”[9]
- Srebrna, złota i diamentowa odznaka honorowa SGP[9]

## Ważne publikacje
- How to get a Precise Levelling Geoid, Reports on Geodesy, z. 1/56, 2001, s. 119–125, Wydział Geodezji i Kartografii Politechniki Warszawskiej[12]
- Geodynamical investigations in the Pieniny Mountain in 1994-2010, Reports on Geodesy, z. 2/91, 2011, s. 29–36, Wydział Geodezji i Kartografii Politechniki Warszawskiej (współautor)[13]
- Prace geodezyjne podczas polarnych wypraw na Spitsbergen organizowanych przez Politechnikę Warszawską, Suchasni Dosyahnennya Heodezychnoi Nauky ta Vyrobnytstva, 17/2009, s. 51–57 (współautor)[14]
- Analiza stanu kształcenia na kierunku geodezja i kartografia, Przegląd Geodezyjny, R. 86 nr 4, 2014, s. 3–10, Wydawnictwo SIGMA-NOT[15]